# Сендулешть (Арджеш)
Сендулешть, Сендулешті (рум. Săndulești) — село у повіті Арджеш в Румунії. Входить до складу комуни Котмяна.
Село розташоване на відстані 131 км на північний захід від Бухареста, 25 км на північний захід від Пітешть, 102 км на північний схід від Крайови, 102 км на південний захід від Брашова.

## Населення
За даними перепису населення 2002 року у селі проживала 31 особа, усі — румуни. Усі жителі села рідною мовою назвали румунську.